# فرودگاه شهرستان واکیشا
فرودگاه واکیشا کانتی  (به انگلیسی: Waukesha County Airport) (به زبان بومی: Crites Field) یک فرودگاه همگانی باربری با کد یاتا UES است که یک باند فرود بتن دارد و طول باند آن ۱۷۸۲ متر است. این فرودگاه در کشور ایالات متحده آمریکا قرار دارد و در ارتفاع ۲۷۸ متری از سطح دریا واقع شده است.